# Смерть Синего Жука!
«Смерть Синего Жука!» (англ. Fall of the Blue Beetle!) — восьмой эпизод американского мультсериала «Бэтмен: Отважный и смелый».

## Сюжет
Хайме Рейес сидит у костра в пустыне и размышляет со своим другом Пако о героизме. На следующий день он помогает Бэтмену сражаться с Доктором Полярисом. Тёмный рыцарь немного рассказывает ему про первого Синего Жука, но больше ничего не говорит. Тогда Хайме сам решает всё выяснить и отправляется в Хабсити в убежище старого героя. Там он садится в его летательный аппарат в форме жука и летит на засекреченный остров. На нём он встречает пожилого учёного, который представляется Тедом Кордом, первым Синим Жуком.
Бэтмен, узнав об этом, летит на остров, вспоминая, как сражался с Тедом против неизвестного злодея, которому Корд доверял и отдал скарабея, чтобы тот наконец активировал его способности. Но у негодяя были другие планы. Тем временем Тед показывает Хайме утопию, которую хочет распространить по всему миру, и просит поделиться энергией скарабея для зарядки роботов. Рейес соглашается. Однако узнав от юноши о визите Бэтмена, он приказывает роботом не пускать его, когда Хайме уходит спать. Синий Жук замечает, что роботы боевые, и когда проникает на склад с армией, на него нападает Корд в броне робота.
На помощь Хайме приходит Бэтмен. Однако учёный хватает Рейеса и связывает героев. Он жаждет править миром. Бэтмен говорит, что это не Тед, а его чокнутый дядя — Джарвис Корд. Он рассказывает Хайме, что Тед не мог заставить скарабея работать и отдал его дяде, но тот с помощью него создал роботов и собирался напасть на Хабсити. Бэтмен и первый Синий Жук справились со злодеем, но ракета готовилась к запуску. Тед пожертвовал собой: прыгнул на неё и обезвредил, взорвав её, когда она только взлетела. После рассказа, Бэтмен и Хайме выбрались из оков, вырубили Джарвиса и решили взорвать остров. Взяв злодея с собой на борт, они покидают остров, отрываясь от роботов, и тот взрывается.

## Роли озвучивали
- Дидрих Бадер — Бэтмен
- Уилл Фридел — Хайме Рейес (Синий Жук)
- Уил Уитон — Тед Корд (первый Синий Жук)
- Тим Мэтисон — Джарвис Корд
- Джейсон Мэрсден — Пако
- Лекс Лэнг — Доктор Полярис

## Отзывы
Дэн Филлипс из IGN поставил эпизоду оценку 7,8 из 10 и написал, что «„Смерть Синего Жука“ имеет более многослойный сюжет», чем предыдущие серии. Рецензент посчитал, что «создатели мультсериала в целом продемонстрировали отличную работу с персонажем Хайме Рейеса», отметив его «богатую и интересную личность». В конце критик написал: «Эпизод на этой неделе доказывает, что создатели шоу могут также иметь планы сделать основную сюжетную линию мультсериала достаточно содержательной, чтобы привлечь внимание более взрослой аудитории». Он добавил, что «ещё слишком рано говорить, добьются ли они успеха или нет, но то, как этот эпизод приближается к достижению баланса между лучшим из обоих миров, безусловно, является многообещающим знаком для будущего сериала».